# King's Field IV
King's Field IV (キングスフィールドIV?, Kingusu Fīrudo IV) è un videogioco di ruolo del 2001 sviluppato e distribuito da FromSoftware. Negli USA è stato distribuito con il titolo di King's Field: The Ancient City.

## Trama
Un idolo maledetto, che in passato aveva causato la distruzione di un'antica razza, viene riportato alla luce e portato via dalla città in cui era stato sepolto, scatenando una maledizione. Il giocatore dovrà recuperare la statuetta e riportarla nel luogo in cui era sepolta per spezzare l'incantesimo.

## Accoglienza
Famitsū ha attribuito 30/40 al gioco. mentre Game Informer ha dato voto 6,5/10.